# Rojo
Rojo is een Argentijnse film uit 2018, geregisseerd door Benjamín Naishtat.

## Verhaal
Claudio Morán ("de dokter") is een gerespecteerde advocaat, getrouwd met een voorname vrouw en vader van een tiener, Paula. Zijn leven verandert, wanneer een geheim uit het verleden zijn heden bedreigt.

## Rolverdeling
| Acteur               | Personage            |
| -------------------- | -------------------- |
| Darío Grandinetti    | Claudio              |
| Andrea Frigerio      | Susana               |
| Alfredo Castro       | Detective Sinclair   |
| Diego Cremonesi      | Dieguito / El hippie |
| Laura Grandinetti    | Paula                |
| Claudio Martínez Bel | Vivas                |
| Susana Pampín        | Profesora            |

## Ontvangst

### Recensies
Op Rotten Tomatoes geeft 98% van de 51 recensenten de film een positieve recensie, met een gemiddelde score van 7,45/10. De film kreeg het label "certified fresh" (gegarandeerd vers). De consensus luidt: "A pitch-black thriller with uncommon wit and sophistication, Rojo tells a story as rich and evocative as the deepest shade of its title color" (vrij vertaald: Als een pikzwarte thriller met ongewone humor en verfijning, vertelt Rojo een verhaal dat zo rijk en beeldend is als de diepste tint van zijn titelkleur). Website Metacritic komt tot een score van 76/100, gebaseerd op 12 recensies, wat staat voor "generally favorable reviews" (over het algemeen gunstige recensies)
De Volkskrant gaf de film 4 uit 5 sterren en schreef: "De messcherpe thriller Rojo sleurt je mee in het paranoïde en apathische Argentinië van 1975." Ook NRC gaf 4 uit 5 sterren en schreef: "Regisseur Benjamín Naishtat ziet in zijn mysterieuze, meeslepende ‘Rojo’ de misdaden van Argentiniës militaire dictatuur nog steeds als naamloze lijken in de pampas liggen."

### Prijzen en nominaties
De film won 14 prijzen en werd voor 25 andere genomineerd. Een selectie:
| Jaar | Evenement                      | Categorie                            | Genomineerde          | Resultaat   |
| ---- | ------------------------------ | ------------------------------------ | --------------------- | ----------- |
| 2018 | San Sebastián (66ste editie)   | Gouden Schelp voor beste film        | Rojo                  | Genomineerd |
| 2018 | San Sebastián (66ste editie)   | Zilveren Schelp voor beste regisseur | Benjamín Naishtat     | Gewonnen    |
| 2018 | San Sebastián (66ste editie)   | Zilveren Schelp voor beste acteur    | Darío Grandinetti     | Gewonnen    |
| 2018 | San Sebastián (66ste editie)   | Juryprijs voor beste camerawerk      | Pedro Sotero          | Gewonnen    |
| 2019 | Cóndor de Plata (67ste editie) | Beste film                           | Rojo                  | Genomineerd |
| 2019 | Cóndor de Plata (67ste editie) | Beste regisseur                      | Benjamín Naishtat     | Gewonnen    |
| 2019 | Cóndor de Plata (67ste editie) | Beste acteur                         | Darío Grandinetti     | Gewonnen    |
| 2019 | Cóndor de Plata (67ste editie) | Beste mannelijke bijrol              | Diego Cremonesi       | Gewonnen    |
| 2019 | Cóndor de Plata (67ste editie) | Beste vrouwelijke bijrol             | Andrea Frigerio       | Genomineerd |
| 2019 | Cóndor de Plata (67ste editie) | Beste debuterend actrice             | Laura Grandinetti     | Genomineerd |
| 2019 | Cóndor de Plata (67ste editie) | Beste origineel scenario             | Benjamín Naishtat     | Genomineerd |
| 2019 | Cóndor de Plata (67ste editie) | Beste camerawerk                     | Pedro Sotero          | Genomineerd |
| 2019 | Cóndor de Plata (67ste editie) | Beste montage                        | Andrés Quaranta       | Genomineerd |
| 2019 | Cóndor de Plata (67ste editie) | Beste artdirector                    | Julieta Dolinsky      | Genomineerd |
| 2019 | Cóndor de Plata (67ste editie) | Beste kostuums                       | Jam Monti             | Genomineerd |
| 2019 | Cóndor de Plata (67ste editie) | Beste filmmuziek                     | Vincent van Warmerdam | Genomineerd |
| 2019 | Cóndor de Plata (67ste editie) | Beste geluid                         | Fernando Ribero       | Genomineerd |
| 2019 | Premio Sur (13de editie)       | Beste film                           | Rojo                  | Gewonnen    |
| 2019 | Premio Sur (13de editie)       | Beste regisseur                      | Benjamín Naishtat     | Gewonnen    |
| 2019 | Premio Sur (13de editie)       | Beste acteur                         | Darío Grandinetti     | Gewonnen    |
| 2019 | Premio Sur (13de editie)       | Beste mannelijke bijrol              | Claudio Martínez Bel  | Genomineerd |
| 2019 | Premio Sur (13de editie)       | Beste mannelijke bijrol              | Diego Cremonesi       | Genomineerd |
| 2019 | Premio Sur (13de editie)       | Beste vrouwelijke bijrol             | Andrea Frigerio       | Genomineerd |
| 2019 | Premio Sur (13de editie)       | Beste origineel scenario             | Benjamín Naishtat     | Gewonnen    |
| 2019 | Premio Sur (13de editie)       | Beste montage                        | Andrés Quaranta       | Gewonnen    |
| 2019 | Premio Sur (13de editie)       | Beste geluid                         | Fernando Ribero       | Gewonnen    |
| 2019 | Premio Sur (13de editie)       | Beste kostuums                       | Jam Monti             | Genomineerd |